# Manifeste DaDa
Pour les articles homonymes, voir Manifeste dada.
Le Manifeste DaDa est un texte écrit le 14 juillet 1916 par Hugo Ball et lu le même jour au Waag Hall à Zurich pour la première soirée publique Dada.
Par ce manifeste, Hugo Ball exprime son opposition à la transformation de Dada en un mouvement artistique. Même s'il restera actif dans le mouvement pendant encore six mois, c'est une première rupture avec ses amis, et notamment Tristan Tzara.